# Ázerbájdžánský manat
Ázerbájdžánský manat je zákonným platidlem kavkazského státu Ázerbájdžán. O měnu se stará Centrální banka Ázerbájdžánské republiky.
Název manat má i měna Turkmenistánu – turkmenský manat. Slovo manat je původem z ruštiny (монета). Tento výraz se běžně v ázerbájdžánštině a turkmenštině používal i pro sovětský rubl. Oba tyto státy byly součástí SSSR.
Mezinárodní ISO 4217 kód je AZN. Jeden manat tvoří 100 qəpik.
Jeden manat se rovná přibližně 12,9 Kč (stav r. 2017).

## Historický vývoj
- První manat – Poprvé byl manat používán v letech 1919 až 1923. Ázerbájdžánská demokratická republika a poté i Ázerbájdžánská SSR vydávaly vlastní bankovky manatu. Nebyla definována žádná dílčí měnová jednotka, bankovky nejnižší nominální hodnoty byly 1 manat. První manat vycházel z prvního zakavkazského rublu (platidlo Zakavkazské demokratické republiky, jejíž součástí byl Ázerbájdžán určitý čas) v poměru 1:1. V roce 1923 byl nahrazen opět zakavkazským rublem, který používala Zakavkazská SSR.
- Druhý manat – Po získání nezávislosti byl na ázerbájdžánském území 15. srpna 1992 opět zaveden manat. Dostal kód AZM. Vycházel ze sovětského rublu v poměru 10 rublů = 1 manat
- Třetí manat – 1. ledna 2006 byl zaveden „nový“ manat (i s novým kódem AZN), který nahradil „starý“ manat. 1 nový manat odpovídá 5000 starých manatů. Už od října 2005 byly ceny udávány v obou měnách pro jednodušší přechod na nový manat. Celý rok 2006 bylo možné používat obě měny, od ledna 2007 je jediným použitelným platidlem „nový“ manat.

## Mince a bankovky
Mince manatu mají hodnoty 1, 3, 5, 10, 20, 50 qəpik. Bankovky jsou vydávány v hodnotách 1, 5, 10, 20, 50, 100 manatů. Na lícových stranách všech mincí i bankovek je zobrazen tvar Ázerbájdžánu.
|  |  | 1 qəpik  | 16, 25 mm | 2,8 g   |
|  |  | 3 qəpik  | 18 mm     | 3,45 g  |
|  |  | 5 qəpik  | 19,75 mm  | 4,85 g  |
|  |  | 10 qəpik | 22,25 mm  | , 5,1 g |
|  |  | 20 qəpik | 24, 25mm  | 6,6 g   |
|  |  | 50 qəpik | 25, 5 mm  | 7,7 g   |

| Platné Bankovky manatu | Platné Bankovky manatu | Platné Bankovky manatu | Platné Bankovky manatu | Platné Bankovky manatu | Platné Bankovky manatu | Platné Bankovky manatu | Platné Bankovky manatu | Platné Bankovky manatu |
| Vyobrazení             | Vyobrazení             | Hodnota                | Rozměry                |                        | Vyobrazení             | Vyobrazení             | Hodnota                | Rozměry                |
| Avers                  | Revers                 | Hodnota                | Rozměry                | Avers                  | Revers                 |                        | Hodnota                | Rozměry                |
| ---------------------- | ---------------------- | ---------------------- | ---------------------- | ---------------------- | ---------------------- | ---------------------- | ---------------------- | ---------------------- |
| Avers 1 manatu         |                        | 1 manat                | 120 × 70 mm            | Avers 20 manatu        | Revers 20 manatu       | 20 manat               | 141 × 70 mm            |                        |
| Avers 5 manatu         |                        | 5 manat                | 127 × 70 mm            | Avers 50 manatu        |                        | 50 manat               | 148 × 70 mm            |                        |
| Avers 10 manatu        | Revers 10 manatu       | 10 manat               | 134 × 70 mm            | Avers 100 manatu       | Revers 100 manatu      | 100 manat              | 155 × 70 mm            |                        |